# Populační genetika
Populační genetika je nauka o změnách zastoupení alel jednotlivých genů v populaci. Tyto změny mohou být důsledkem jak přirozeného výběru, tak genetického driftu. Oba tyto mechanismy zpravidla omezují genetickou variabilitu populace: mezi další aspekty měnící se různorodosti života, které populační genetika studuje, a které naopak variabilitu zvyšují, může patřit mutace, která v průběhu času vytváří nové alely, nebo tok genů, což je přenos dědičné informace z populace do populace. Takový tok může nastávat i mezi různými druhy.
Hlavní součástí práce populačního genetika je vytváření matematických modelů (jako je např. Wrightův–Fisherův model), které různým způsobem vystihují přírodní populace a následné zjišťování toho, nakolik se předpovězené výsledky kryjí se skutečností.
Základy populační genetiky byly vystavěny v první polovině dvacátého století a rozhodujícím způsobem přispěly k všeobecnému uznání Darwinovy evoluční teorie, jelikož ukázaly, jak jsou tyto myšlenky dobře slučitelné s mendelovskou genetikou. Spojením těchto myšlenek vznikla v současnosti všeobecně uznávaná Nová syntéza v evoluční teorii.

## Základní pojmy
Populace je soubor jedinců jednoho druhu, kteří žijí na jednom místě v určitém čase. Z genetického hlediska je populace soubor jedinců spojených příbuzenskými vztahy (mají společné předky). Genofond populace je soubor všech alel (genů), které se v populaci vyskytují.

### Dělení populací podle schopnosti rozmnožování
- Autogamická populace – její členové se rozmnožují autogamií (samooplozením). Např. samosprašné rostliny, hermafrodité. Homozygotní jedinci (alely AA nebo aa) produkují homozygotní potomky. Heterozygotní jedinci (alely Aa) produkují podle 2. Mendelova zákona (o čistotě vloh a vyštěpování) 50 % heterozygotních, 25 % homozygotně dominantních a 25 % homozygotně recesivních potomků. V každé následující generaci se tak počet heterozygotů snižuje a následuje převaha homozygotů: tak se vytváří čisté linie.
- Alogamická populace – její členové jsou gonochoristé či cizosprašné rostliny.
- Panmiktická populace – její členové se rozmnožují panmixií, tj. zcela náhodným párováním, které udržuje stálý poměr mezi jedinci jednotlivých genotypů. Jen pro takovou populaci platí Hardy-Weinbergův zákon.

## Hardy-Weinbergův zákon
Vyjadřuje rovnováhu mezi alelami v panmiktické populaci – tj. rovnováhu mezi homozygotně dominantními, homozygotně recesivními a heterozygotními jedinci v panmiktické populaci.
p2+2pq+q2=1
```
  p=A  :  p
2
=AA       :     q=a        :      q
2
=aa     :      pq=Aa        :      p+q=1
```

příklad:V panmiktické populaci sledujeme barvu očí. Hnědou barvu nese dominantní alela (A). V této populaci má 8 % lidí modré oči. Modrou barvu nese recesivní alela (a). Kolik lidí má v populaci hnědé oči a jsou heterozygoti?
řešení: q2=8%=0,08
```
       q=0,28
       p=1-0,28=0,72
       2pq= 2x0,28x0,72=0,4=40%
```

V této populaci má 40 % lidí hnědou barvu očí a jsou heterozygoté.